# Philippe Rousselot
Philippe Rousselot (Briey, 4 settembre 1945) è un direttore della fotografia francese.

## Filmografia parziale
- Diva, regia di Jean-Jacques Beineix (1981)
- Thérèse, regia di Alain Cavalie (1986)
- Anni '40 (Hope and Glory), regia di John Boorman (1987)
- Le relazioni pericolose (Dangerous Liaisons), regia di Stephen Frears (1988)
- L'orso (L'ours), regia di Jean-Jacques Annaud (1988)
- Non siamo angeli (We're No Angels), regia di Neil Jordan (1989)
- Troppo bella per te! (Trop belle pour toi), regia di Bertrand Blier (1989)
- Henry & June, regia di Philip Kaufman (1990)
- Un amore, forse due (The Miracle), regia di Neil Jordan (1991)
- Merci la vie - Grazie alla vita (Merci la vie), regia di Bertrand Blier (1991)
- In mezzo scorre il fiume (A River Runs Through It), regia di Robert Redford (1992)
- Sommersby, regia di Jon Amiel (1993)
- Omicidi di provincia (Flesh and Bone), regia di Steve Kloves (1993)
- Intervista col vampiro (Interview with the Vampire: The Vampire Chronicles), regia di Neil Jordan (1994)
- La regina Margot (La Reine Margot), regia di Patrice Chéreau (1994)
- Mary Reilly, regia di Stephen Frears (1996)
- Larry Flynt - Oltre lo scandalo (The People vs. Larry Flynt), regia di Miloš Forman (1996)
- Destini incrociati (Random Hearts), regia di Sydney Pollack (1999)
- Il sapore della vittoria (Remember the Titans), regia di Boaz Yakin (2001)
- Planet of the Apes - Il pianeta delle scimmie (Planet of the Apes), regia di Tim Burton (2001)
- Il sarto di Panama (The Tailor of Panama), regia di John Boorman (2001)
- Antwone Fisher, regia di Denzel Washington (2002)
- Big Fish - Le storie di una vita incredibile (Big Fish), regia di Tim Burton (2003)
- La fabbrica di cioccolato (Charlie and the Chocolate Factory), regia di Tim Burton (2005)
- X-Men - Conflitto finale (X-Men: The Last Stand), regia di Brett Ratner (2006)
- Leoni per agnelli (Lions for Lambs), regia di Robert Redford (2007)
- Il buio nell'anima (The Brave One), regia di Neil Jordan (2007)
- The Great Debaters, regia di Denzel Washington (2007)
- Sherlock Holmes, regia di Guy Ritchie (2009)
- Sherlock Holmes - Gioco di ombre (Sherlock Holmes: A Game of Shadows), regia di Guy Ritchie (2011)
- Beautiful Creatures - La sedicesima luna (Beautiful Creatures), regia di Richard LaGravenese (2013)
- The Nice Guys, regia di Shane Black (2016)
- Animali fantastici e dove trovarli (Fantastic Beasts and Where to Find Them), regia di David Yates (2016)
- Animali fantastici - I crimini di Grindelwald (Fantastic Beasts: The Crimes of Grindelwald), regia di David Yates (2018)
- Senza rimorso (Without Remorse), regia di Stefano Sollima (2021)
- Beast, regia di Baltasar Kormákur (2022)

## Premi Oscar migliore fotografia

### Vittorie
- In mezzo scorre il fiume (1993)

### Nomination
- Anni '40 (1988)
- Henry & June (1991)